# Kazımkarabekir
Kazımkarabekir est une ville et un district de la province de Karaman dans la région de l'Anatolie centrale en Turquie.